# Johanssons sjukdom
Johanssons sjukdom, sjukdom i knäskålen som beskrevs av den svenske läkaren Sven Johansson. Sjukdomen tillhör en stor grupp med olika läkarnamn betecknade skelettsjukdomar som har gemensamt att det uppkommer lokala förtunningshärdar i lokala skelettdelar. Dessa förtunningar kan förmodligen vara en följd av överbelastning eller yttre våld.